# Тройно
Тройно (словен. Trojno) — поселення в общині Лашко, Савинський регіон, Словенія. Висота над рівнем моря: 464,5 м.